# (100637) 1997 VF2
(100637) 1997 VF2 es un asteroide perteneciente a la familia de Eunomia en el cinturón de asteroides, descubierto el 1 de noviembre de 1997 por Kin Endate y el también astrónomo Kazuro Watanabe desde el Observatorio de Kitami, Hokkaidō, Japón.

## Designación y nombre
Designado provisionalmente como 1997 VF2.

## Características orbitales
1997 VF2 está situado a una distancia media del Sol de 2,571 ua, pudiendo alejarse hasta 2,959 ua y acercarse hasta 2,184 ua. Su excentricidad es 0,150 y la inclinación orbital 14,37 grados. Emplea 1506,57 días en completar una órbita alrededor del Sol.

## Características físicas
La magnitud absoluta de 1997 VF2 es 15,3.